# 여린 (1994년)
여린(본명: 이승주, 1994년 6월 15일 ~ )은 대한민국의 가수다.

## 주요 이력
2013년 CF 광고 모델 첫 데뷔한 그녀는 2016년 6월 23일, 걸 그룹 A.De의 구성원으로 정식 데뷔하였다. 그 후 2017년 JTBC TV 프로그램 《믹스나인》에도 참가하여 재차 음악적 명성을 얻었다.

## 출연작

### TV 프로그램
- 2017년 JTBC 《믹스나인》